# Blagoje Marjanović
Blagoje Marjanović - em sérvio, Благоје Марјановић (9 de setembro de 1907 - 1 de outubro de 1984) - foi um futebolista iugoslavo. Ele competiu na Copa do Mundo de 1930, sediada no Uruguai, na qual a Iugoslávia terminou na quarta colocação dentre os treze participantes.